# Intelligent design
Intelligent design, forkortet ID, er en pseudovidenskabelig hypotese om, at visse egenskaber ved universet eller levende væsner bedst forklares som resultatet af en intelligent årsag. Intelligent design er en udgave af kreationisme, og findes i en bred udgave af varianter, oftest med det teleologiske grundtema (også kendt som argument ud fra design) at universet og dets indretning er for kompliceret til, at dette kan være resultatet af en ikke-styret naturlig proces.

## Om konceptet
Grundlæggende for ideen om intelligent design er et postulat om, at kompleksitet og information er produkter af intelligente væsner. Da levende væsner er komplekse, må de ifølge postulatet være produkter af et eller flere intelligente væsner.  Intelligent design siger ikke noget om, hvem eller hvad designeren er, om denne er naturlig eller overnaturlig. Tilhængere af intelligent design afviser derfor, at intelligent design skulle være en variant af kreationisme.
Intelligent design er ikke nødvendigvis inkompatibel med evolutionsteorien (dog anfægtes at evolutionen skulle være retningsløs eller uforudsigelig). Intelligent design er ikke baseret på en bestemt religion, og er derfor kompatibel med de fleste religioner med en eller anden form for skabelsesmyte.
Der er en håndfuld forskere, der støtter postulatet. De fleste af disse har tilknytning til den amerikanske, konservative tænketank The Discovery Institute. To af de mest brugte begreber blandt ID's tilhængere er irreducerbar kompleksitet (først fremført af Michael Behe) og specificeret kompleksitet (først fremført af William A. Dembski).

### Irreducerbar og specificeret kompleksitet
To af de vigtigste koncepter for intelligent design er irreducerbar kompleksitet af Michael Behe og specificeret kompleksitet af William Dembski. Irreducerbar kompleksitet siger, at visse biologiske systemer er for komplekse til at opstå ved et tilfælde, og samtidig det mindst mulige fungerende element og ikke i stand til at fungere i mindre dele. Specificeret kompleksitet er en kombination af to egenskaber der er unik for levende væsner og deres eventuelle produkter, og som adskiller dem fra ikke-levende genstande, som kun kan have en af de to egenskaber i et givent eksempel. Dembski giver selv denne analogi: "Et enkelt bogstav i alfabetet er specificeret uden at være kompleks. En lang sætning af tilfældige bogstaver er kompleks uden at være specificeret. En Shakespeare-sonet er både kompleks og specificeret."  Pointen er, at sådanne egenskaber ikke kan opstå tilfældigt, og derfor må være et produkt af en intelligent designer.
Kritikere påpeger, at evolution hverken er en tilfældig eller eksklusivt en additiv proces. At irreducerbarhed kan være en illusion, og specificeret kompleksitet forklares med evolution. Eksempler på irreducerbare biologiske systemer (bedst kendt er den bakterielle fimrehårsmotor) har vist sig at kunne opdeles i mindre fungerende enheder. Tilhængere af intelligent design afviser dog, at de pågældende forklaringer modbeviser irreducerbar kompleksitet.

### Populære argumenter for intelligent design
Ud over de to grundideer om kompleksitet, fremfører tilhængere af intelligent design en række argumenter til understøttelse af konceptet.

#### Universets omhyggelige tilpasning til liv
De betingelser, der tillader liv i universet kan kun opstå, når visse universelle, fundamentale fysiske konstanter ligger inden for et meget snævert interval, således at hvis en af flere fundamentale konstanter blot var marginalt anderledes, ville det være usandsynligt, at universet kunne danne og udvikle materie, astronomiske strukturer, grundstofferne, eller livet, som det er forstået.
De fundamentale fysiske konstanter der er tale om, er forholdet mellem tyngdekraft og elektromagnetisme, den specifikke styrke af den stærke kernekraft, Aleksandr Friedmanns densitetsparameter og Albert Einsteins kosmologiske konstant. Der hersker generel enighed om, at hvis værdierne for de pågældende konstanter var en smule anderledes, ville universets mulighed for at rumme liv ændre sig drastisk. Hvis den stærke kernekraft var 2% stærkere, ville protoner kunne danne stabile diprotoner, hvilket fuldstændigt ville ændre grundlaget for stjerner, og livet som vi kender det ville ikke være muligt.

#### Den kambriske eksplosion
Under den kambriske eksplosion sker der en stor vækst i antallet af dyrearter, mange tilsyneladende uden overgangsformer i de forudgående geologiske lag. Mange grupper blandt dyrene optræder første gang under den kambriske eksplosion, herunder vores egen; chordaterne. Argumentet er, at en sådan pludselig udvikling nødvendigvis må være produktet af en intelligent designer og ikke naturlig udvikling. Evolutionsbiologen Stephen Jay Gould præsenterede sammen med Niles Eldredge i 1972 teorien punctuated equilibrium, der bestræber at forklare fænomenet naturligt. I 1993 publicerede Gould og Eldredge en opfølgende artikel i Nature, hvor de skrev: “But continuing unhappiness, justified this time, focuses upon claims that speciation causes significant morphological change, for no validation of such a position has emerged.”

### Videnskab, pseudovidenskab eller kreationisme
Tilhængere af intelligent design er dybt uenige i, at ID bliver betegnet som pseudovidenskab. De mener derimod, at der er tale om en videnskabelig teori, som involverer empiriske observationer, hypoteser, eksperimenter og konklusioner, alt sammen grundlæggende koncepter i den videnskabelige metode. Modstandere af intelligent design fremfører, at ID ikke lever op til en række vigtige kriterier som også er nødvendige for at kunne kaldes en videnskabelig teori. Eksempelvis er det ikke specificeret hvad eller hvem "designeren" er, hvordan designeren har erhvervet sig den nødvendige viden til at kunne designe organismer, og hvordan designeren udfører den proces, der starter med designet og ender med en færdig og virkelig organisme. Derfor svarer påstanden om designeren til at hævde, at "en ukendt og uforståelig proces forårsager organismerne", hvilket ikke er falsificerbart, og således ingen videnskabelig hypotese.
Det er dog i sidste ende den manglende evne eller vilje til at følge procedurer i den videnskabelige diskurs, og manglen på videnskabelige publikationer, der gør at intelligent design defineres som pseudovidenskab i stedet for videnskab. Intelligent design anvender ikke videnskabelig fejlretning (som bl.a. opnås gennem videnskabeligt peer-review). Dette er en vigtig del af årsagen til, at allerede modbeviste argumenter stadig cirkulerer.
Trods sine forsøg på det modsatte har bevægelsen bag ID et skær af anti-intellektualisme, der argumenterer ved at sætte spørgsmålstegn ved videnskabens evne til at forklare et givent eksempel, eller til at forstå verden gennem sund fornuft. Den form for udfald mod videnskaben afslører i stedet bevægelsens sande identitet som en moderne variant af kreationisme, med bund i den jødisk-kristne-muslimske skabelsesberetning.
Mange af argumenterne for intelligent design er fuldstændigt kompatible med kreationisme, og fremføres tit som kreationstiske argumenter, hvilket kun bidrager til at det kan være svært at skelne mellem de to.

## Intelligent Design i Danmark
I Danmark har dr.theol. Jakob Wolf vakt opsigt med bogen Rosens Råb, hvori han refererer de designargumenter, som blev bragt på banen af Behe og Dembski. Dog kan Wolfs bog ikke siges at være kreationistisk eller at repræsentere intelligent design, da han primært fremfører ID som erkendelsesfilosofisk og teologisk supplement til den videnskabelige udforskning af verden, under henvisning til såkaldt analog erkendelse . Herimod fremfører traditionelle kreationister som Behe, Dembski og Barry Setterfield kreationisme som et alternativ til den videnskabelige udforskning af verden. Det er dog værd at bemærke, at Wolf på samme måde som de amerikanske kreationister opfordrer til at der skal undervises i intelligent design i de danske skoler, og ganske ukritisk præsenterer lange komplekse argumenter for intelligent design, samtidig med at han afviser at præsentere evolutionsbiologernes svar, da disse svar ifølge Wolf er for komplicerede.
Ifølge Wolf lægger ID op til, at der er en intelligent skaber bag livsformer. "Det er så op til folk selv at tolke om det er Vorherre (en guddommelig eksistens, Red.) eller en flyvende tallerken (intelligent liv uden for Jorden, Red.) der har designet livsformerne."
En række danske præster og teologer har udtalt sig positivt om teorien om intelligent design. Biskop Karsten Nissen fra Viborg udtalte til DR, at han fandt teorien om intelligent design "meget spændende", og at der i skolernes biologitimer burde oplyses, at der var fundet "en anden vej", ligesom Nissen udtalte, at "troen på, at vi ikke nedstammer fra aberne, men at Gud har skabt mennesket i sit billede, er et afgørende spørgsmål i kristendommen".
I Danmark er etableret et Dansk Selskab for Intelligent Design, der er ledet af Hare Krishna-medlemmet Leif Asmark, der mener, at der findes videnskabeligt bevis for Guds eksistens, hvilket anses som bekræftet ved egne oplevelser..
Det er ikke kun religiøse kreationister der har fremført tanken om ID; nogle Science fiction forfattere har fremført lignende teorier. F.eks. lader Erwin Neutzsky-Wulff i sit værk Rum hele vort univers være skabt af rumvæsner ved at de i en partikelaccelerator har reproduceret et Big-Bang. Tilhængere af sådanne varianter af ID-teorier, hvor skaberne er mægtige, men ikke nødvendigvis almægtige/overnaturlige, omgår så meget af den gængse kritik af ID-teorier, især hvis sådanne tilhængere kan henvise til noget ved deres teorier som kan efterprøves.

## Kritik af intelligent design
Intelligent design er under hård kritik fra mange kanter, især fra det videnskabelige samfund som betragter ID som uvidenskabelig og et konventionelt, kreationistisk skabelsespostulat i forklædning, mens mange kreationister mener, at ID er ugudelig og evolution i forklædning .
Begrebets historie kan spores tilbage til lærebogen Creation Biology, der undergik adskillige revisioner inden den endte som lærebogen Of Pandas and People. En af disse revisioner var en udskiftning af ordet 'creation' (skabelse) med ordene 'Intelligent Design' efter en kendelse i USA's højesteret (1987), der afgjorde at kreationisme i juridisk forstand var at betragte som en religion, hvorfor offentligt finansierede amerikanske skoler ikke måtte bruge synspunktet i deres biologiundervisning.
Til trods for det påståede videnskabelige potentiale har intelligent design bidraget med meget få publikationer i videnskabelige tidsskrifter, og et uforholdsmæssigt stort antal af disse er senere blevet tilbagekaldt, da de er blevet kendt videnskabeligt uredelige. Dette, og ID's oprindelse, er blandt de væsentligste grunde til, at kritikere af intelligent design hævder, at ID blot er et forsøg på at omgå den ovennævnte højesteretsdom, således at der atter kan undervises i en kreationistisk skabelsesberetning i skolerne i ly af en postuleret videnskabelighed. I den amerikanske delstat Pennsylvania gennemførte flere skoler undervisning i Intelligent Design, hvilket medførte, at en række forældre til elever i byen Dover anlagde sag mod det lokale skoledistrikt med påstand om, at Intelligent Design ikke var videnskab, og at undervisning i Intelligent Design var i strid med den oprindelige højesteretsdom fra 1987. En amerikansk føderal domstol fastslog den 20. december 2005 i sagen Tammy Kitzmiller, et al. v. Dover Area School District, et al., at påstanden om Intelligent Design "med et overvældende bevismateriale" blot er en religiøs anskuelse, og ikke en videnskabelig teori .
Påstanden om Intelligent design har primært vundet fodfæste i USA og i den muslimske verden, hvorimod teorien har haft vanskeligt ved at vinde indpas i Europa. Europarådet har i 2007 udarbejdet en rapport om Intelligent Design i undervisningen, hvori Europarådet tager afstand fra påstanden om Intelligent Design, idet det bl.a. anføres, at "'Intelligent Design' ikke baseres på kendsgerninger, ikke anvender videnskabelige begrundelser og indholdet er ynkværdigt uegnet i forbindelse med videnskabelig undervisning", ligesom teorien betegnes som et "åbenlyst videnskabeligt fupnummer" .
Den vigtigste kritik af intelligent design går på den påståede videnskabelighed. Det vigtigste træk ved en naturvidenskabelig teori er, at den stiller sig åben for falsifikation, dvs. at teorien kan efterprøves eksperimentelt og evt. forkastes grundet manglende overensstemmelse med virkeligheden.